# لوسال
لوسال (به انگلیسی: Losal) یک زیستگاه انسانی در هند است که در ناحیه سیکار واقع شده‌است.

## خصوصیات
لوسال  ۲۵٬۳۵۵ نفر جمعیت دارد و ۴۱۰ متر بالاتر از سطح دریا واقع شده‌است.